# Язовских, Александр Андреевич
Александр Андреевич Язовских (22 марта 1937 — 20 июня 2001) — советский хоккеист, защитник.
Всю карьеру — 15 сезонов — отыграл в свердловской команде «Спартак» / «Автомобилист» (1955/56 — 1969/70). 10 сезонов (1955/56 — 1962/63, 1967/68 — 1969/70) провёл в классе «А», был капитаном команды.
Скончался в июне 2001 года.